# Arena Toše Proeski
A Arena Toše Proeski é um estádio multi-uso em Escópia, Macedónia do Norte. Atualmente é utilizado para partidas de futebol, mas também foi utilizado para concertos musicais e outros eventos. É a casa dos clubes da cidade: FK Vardar e FK Rabotnički, os quais disputam a Macedonian Prva Liga. Também é, na maioria das vezes, a casa da seleção de futebol da Macedônia.
Seus nomes anteriores eram Gradski stadion Skopje de 1947 a 2009 e Philip II Arena de 2009 a 2019.